# VM i skak 1890
VM i skak 1890/1891 var en match mellem den første officielle verdensmester i skak, den amerikansk bosatte østriger Wilhelm Steinitz, og den ligeledes østrigsk fødte englænder Isidor Gunsberg. Matchen blev afholdt i New York, USA mellem 9. december 1890 og 22. januar 1891. Der skulle spilles bedst af 20 partier med tiebreak, hvis stillingen blev 10-10. Steinitz beholdt titlen ved at vinde 10½ – 8½.

## Matchregler
Bedst af 20 partier med en tiebreakafgørelse ved 10-10, eller først til ti gevinster. De ti gevinster trådte også ind som tiebreak, hvis det stod 10 – 10 efter de 20 partier. Hvis man nåede frem til denne tiebreak, ville matchen ende uafgjort, hvis begge spillere nåede ni gevinster, og Steinitz ville dermed beholde titlen.
Som ved Steinitz' match mod Zukertort i 1886 delte spillerne rettighederne til at publicere partier og kommentarer til partierne.

## Baggrund for matchen
Turneringen i New York 1889, Sixth Amererican Chess Congress, var dels et åbent amerikansk mesterskab og dels en slags kandidatturnering, idet arrangørerne planlagde at finansiere en match mellem turneringsvinderen og Stenitz. Den dobbeltrundede turnering med 20 deltagere (dvs. 38 runder) endte med en delt sejr mellem Miksa Weiss og Mikhail Tschigorin. Heller ikke fire partiers tiebreak endte med en afgørelse, så de fik begge førstepladsen. Men Weiss var ikke interesseret i en skakkarriere og Tschigorin havde tabt den forudgående VM-match umiddelbart inden turneringen og var derfor ikke interesseret i en revanche så hurtigt.
Da Gunsberg var blevet nr. tre i turneringen og i 1890 spillede en uafgjort match mod Tschigorin, blev hans ønske om en titelkamp imødekommet. Han måtte dog selv stå for halvdelen af finansieringen.

## Styrkeforholdet inden matchen
Steinitz havde allerede længe været regnet for verdens stærkeste spiller, men fik først en officiel titel, da han vandt den første match om verdensmesterskabet mod Johannes Zukertort i 1886. Sejren over Tschigorin i 1889 fastholdt billedet af
den ubesejrede verdensmester.
Gunsberg havde pæne matchresultater og havde bl.a. besejret Joseph Henry Blackburne i 1887 og Henry Bird i 1889. Desuden havde han flotte turneringsresultater i de år med sejre i London 1887 (delt med Amos Burn), Bradford i 1888 og i London 1889 (delt med Bird).

## Matchresultat
| VM matchen Steinitz - Gunsberg, 1890 - 1891 | VM matchen Steinitz - Gunsberg, 1890 - 1891 | VM matchen Steinitz - Gunsberg, 1890 - 1891 | VM matchen Steinitz - Gunsberg, 1890 - 1891 | VM matchen Steinitz - Gunsberg, 1890 - 1891 | VM matchen Steinitz - Gunsberg, 1890 - 1891 | VM matchen Steinitz - Gunsberg, 1890 - 1891 |
| Parti                                       | Dato (1890)                                 | Hvid                                        | Sort                                        | Resultat                                    | I alt Steinitz                              | I alt Gunsberg                              |
| ------------------------------------------- | ------------------------------------------- | ------------------------------------------- | ------------------------------------------- | ------------------------------------------- | ------------------------------------------- | ------------------------------------------- |
| 1                                           | 9. december                                 | Steinitz                                    | Gunsberg                                    | ½ – ½                                       | ½                                           | ½                                           |
| 2                                           | 11. december                                | Gunsberg                                    | Steinitz                                    | 0 - 1                                       | 1½                                          | ½                                           |
| 3                                           | 13. december                                | Steinitz                                    | Gunsberg                                    | ½ - ½                                       | 2                                           | 1                                           |
| 4                                           | 15. december                                | Gunsberg                                    | Steinitz                                    | 1 – 0                                       | 2                                           | 2                                           |
| 5                                           | 18. december                                | Steinitz                                    | Gunsberg                                    | 0 - 1                                       | 2                                           | 3                                           |
| 6                                           | 20. december                                | Gunsberg                                    | Steinitz                                    | 0 - 1                                       | 3                                           | 3                                           |
| 7                                           | 22. december                                | Steinitz                                    | Gunsberg                                    | 1 - 0                                       | 4                                           | 3                                           |
| 8                                           | 27. december                                | Gunsberg                                    | Steinitz                                    | ½ - ½                                       | 4½                                          | 3½                                          |
| 9                                           | 29. december                                | Steinitz                                    | Gunsberg                                    | ½ - ½                                       | 5                                           | 4                                           |
|                                             | Dato (1891)                                 |                                             |                                             |                                             |                                             |                                             |
| 10                                          | 2. januar                                   | Gunsberg                                    | Steinitz                                    | 0 - 1                                       | 6                                           | 4                                           |
| 11                                          | 3 januar                                    | Steinitz                                    | Gunsberg                                    | ½ - ½                                       | 6½                                          | 4½                                          |
| 12                                          | 5. januar                                   | Gunsberg                                    | Steinitz                                    | 1 - 0                                       | 6½                                          | 5½                                          |
| 13                                          | 7. januar                                   | Steinitz                                    | Gunsberg                                    | 1 - 0                                       | 7½                                          | 5½                                          |
| 14                                          | 10. januar                                  | Gunsberg                                    | Steinitz                                    | ½ - ½                                       | 8                                           | 6                                           |
| 15                                          | 12. januar                                  | Steinitz                                    | Gunsberg                                    | ½ - ½                                       | 8½                                          | 6½                                          |
| 16                                          | 15. januar                                  | Gunsberg                                    | Steinitz                                    | 1 - 0                                       | 8½                                          | 7½                                          |
| 17                                          | 17. januar                                  | Steinitz                                    | Gunsberg                                    | ½ - ½                                       | 9                                           | 8                                           |
| 18                                          | 21. januar                                  | Gunsberg                                    | Steinitz                                    | 0 - 1                                       | 10                                          | 8                                           |
| 19                                          | 22. januar                                  | Steinitz                                    | Gunsberg                                    | ½ - ½                                       | 10½                                         | 8½                                          |